# Jannowitzbrücke

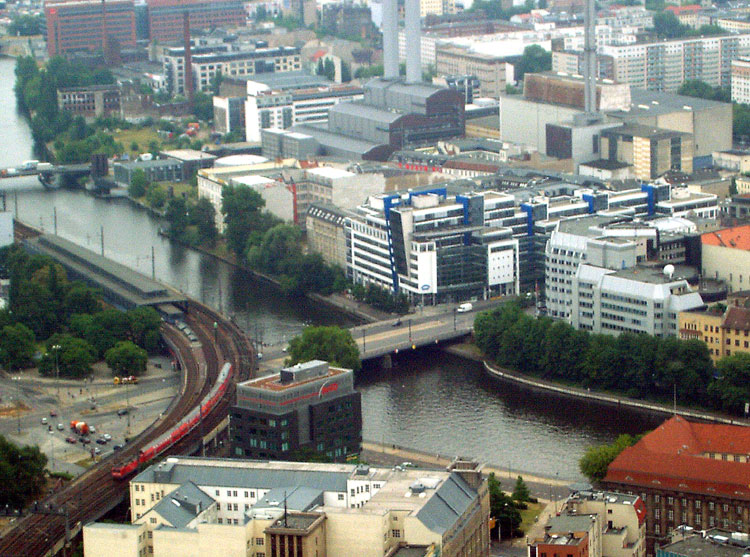
Jannowitzbrücke

Jannowitzbrücke är en bro som går över floden Spree i Berlin. Den har fått sitt namn efter bomullsfabrikanten Christian August Jannowitz som var med och finansierade den första bron 1822. Senare ersattes denna bro av en järnbro som förstördes i slutet av andra världskriget. Bron har gett namn åt Bahnhof Berlin Jannowitzbrücke.
1954 stod den nuvarande bron klar. Mellan 2005 och 2007 sanerades den 73,5 meter långa och 35,0 meter breda bron.